# Mathenpoche
Mathenpoche est un recueil de plusieurs centaines d'exercices interactifs de mathématiques, utilisables sur ordinateur. 
Il couvre l'ensemble du programme du collège français. Son objectif est de favoriser le travail en autonomie des élèves.
Mathenpoche est diffusé par l'association Sésamath, et il est développé en Flash sous la licence GNU GPL : il est donc accessible depuis n'importe quel navigateur possédant un plugin Flash.

## Historique
L'idée du développement de Mathenpoche est née en 2002 à un moment où les professeurs de mathématiques de l'association Sésamath travaillaient essentiellement sur la mutualisation de documents et d'animations.
L'un des membres de Sésamath, François Loric, travaillait sur un site d'exercices interactifs. Il est apparu que le travail en commun pouvait permettre d'obtenir un produit exhaustif, et de meilleure qualité. Rapidement, une communauté d'utilisateurs s'est créée. Dans un premier temps, celle-ci a permis de faire corriger les erreurs et de porter un regard critique général sur le logiciel. Dans un second temps, une partie des membres de cette communauté se sont réunis pour produire des documents papiers accompagnant le logiciel. Il s'agit des Cahiers Mathenpoche et du Manuel Sésamath.
Depuis 2002, Mathenpoche s'est développé au rythme approximatif d'un niveau par an. L'ensemble du programme du collège est couvert depuis mars 2007.

## Descriptif
Mathenpoche est un ensemble d'exercices. Chaque niveau en contient plusieurs centaines.
Un exercice est composé de cinq ou de dix questions, et est accompagné d'une aide animée qui rappelle les points de cours à connaître pour résoudre l'exercice.
Une autre particularité du logiciel, c'est la présence "d'instruments virtuels" : un compas, une règle, une équerre, un rapporteur que l'élève peut déplacer pour faire des constructions géométriques en utilisant la même démarche que ce qu'il ferait sur son cahier. Ces instruments ont été isolés pour faire un logiciel indépendant : InstrumenPoche.
Dans le même esprit, un logiciel de géométrie dynamique, TracenPoche, est encapsulé dans certains exercices. Il peut cependant être utilisé de manière indépendante.

## Les différentes versions

### La version monoposte
On peut utiliser cette version du site internet de Mathenpoche, ou hors connexion en ayant préalablement téléchargé le logiciel.
Dans cette version, les résultats de l'élève ne sont pas enregistrés. 

### La version réseau
Les professeurs et formateurs peuvent utiliser cette version en s'inscrivant (gratuitement) sur le site de Mathenpoche, ou sur celui de leur académie.
Une fois inscrits, ils peuvent :
- gérer leurs classes et leurs élèves ;
- créer des séances personnalisées[4] ;
- visualiser en direct les résultats ;
- accéder à des bilans par séance et des bilans par élève.

Les élèves peuvent également connaître leurs résultats à tout moment.
À noter qu'il est également possible d'installer la version réseau dans un établissement.
Depuis janvier 2010, une nouvelle mouture de Mathenpoche-réseau voit le jour en se voyant rebaptiser "Labomep" (pour "Laboratoire Mathenpoche"). Mathenpoche devient alors une plateforme d’apprentissage en autonomie avec ou sans inscription préalable.

### La version CD
C'est une version commercialisée par l'éditeur Génération 5, société d'édition et de distribution de logiciels éducatifs créée en 1988. Elle est utilisable principalement dans le cadre familial. Les scores de l'élève sont enregistrés en local sur l'ordinateur.

## Mathenpoche et l'Éducation nationale
Une commission inter-IREM a été créée afin de coordonner les travaux de plusieurs groupes de recherche consacrés à ce logiciel. Un site internet lui est consacré.
Mathenpoche est utilisé par de nombreux enseignants de mathématiques en France (plus de 2000 s'étant inscrits à la version réseau, chiffre de juillet 2006).
Une dizaine d'académies ont installé Mathenpoche-réseau sur des serveurs dédiés afin d'assurer le suivi de leurs enseignants (réunions de présentation, bilans...).